# 릴라이언스 인더스트리

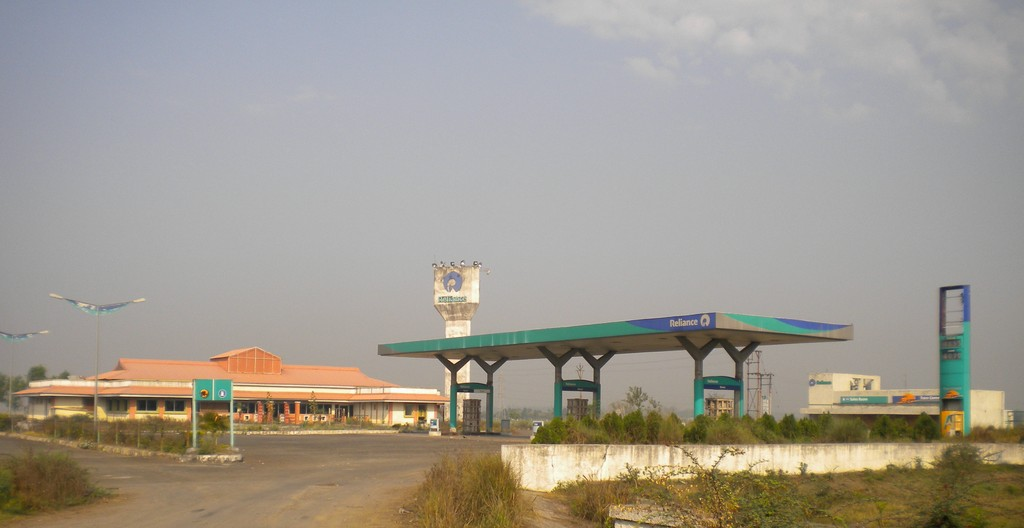

릴라이언스 인더스트리(Reliance Industries)는 인도의 재벌기업으로 마하라슈트라주 뭄바이에 본부를 두고 있다.  릴라이언스는 인도전역에서 에너지, 석유화학 제품, 섬유, 천연 자원, 소매 및 통신 사업을 수행하고 있다. 이 회사는 인도에서 가장 수익성이 높은 회사중의 하나이고, 인도 주식시장에 상장된 가장 큰 회사이며  인도에서 국영회사인 인디안 오일 컴퍼니 다음으로 수익이 두 번째로 많은 회사이다. 인도정부의 총 관세와 영업세의 5% 가량을 납부하고 있으며, 민간부문에서 가장 높은 소득세를 납부하고 있다.